# بنزاتروبين
بنزاتروبين (بالإنجليزية: Benzatropine)‏ وينطق أيضاً بنزتروبين، يتم تسويقة تجاريا باسم كوجينتين"Cogentin" ويوجد بأسماء تجارية أخرى. هو دواء مضاد  للأستيل كولين، بنزتروبين يستخدم لعلاج مرض باركنسون، الباركنسونية (الشلل الرعاش)، وخلل التوتر.

## الاستعمال الطبي
بنزاتروبين: عبارة عن دواء مضاد للاستيل كولين، يستخدم لتخفيف الآثار الجانبية لأدوية مضادات الذهان، كذلك يستخدم كخط علاجي ثاني لعلاج مرض باركنسون، بحيث يحسن الارتعاش لدي المريض، (لكنه لا يعالج بطء الحركة أو الصلابة). كما أنه أحياناً يستعمل لعلاج خلل التوتر، وهو خلل نادر يؤدي إلى انقباضات غير طبيعية للعضلات، مؤدية إلى اتخاذ وضعية التفافية في الأطراف، الجذع، الوجه.

## الآثار الجانبية
هي بشكل أساسي ناتجه من كونه يعمل كمضاد للأستيل كولين وهي:
- جفاف الفم.
- تغيم الرؤية.
- التغير في الحالة الذهنية.
- امساك.
- احتباس بولي.
- زيادة سرعة ضربات القلب
- فقدان الشهية.
- هذيان (يحدث بجرعات عالية).

وقد اقترحت بعض الدراسات، أن استخدام مضادات الاستيل كولين تزيد من احتمالية حدوث خلل الحركة المتأخر، (أثر جانبي ينتج من الاستعمال طويل المدى لأدوية الهذيان).
في حين أن هناك درسات، لم تجد علاقة بين استخدام مضادات الاستيل كولين وحدوث خلل الحركة المتأخر  ، على الرغم من تدهور الأعراض أحياناً.
الأدوية التي تؤثر على التوصيل الاستيل كوليني، يمكن أن تؤثر على القدرة على تخزين معلومات جديدة في الذاكرة طويلة المدى، وأدوية مضادات الاستيل كولين قد تؤثر علي الإحساس بالوقت.

## علم الأدوية
بنزاتروبين: هو دواء مضاد هيستامينيو مضاد للاستيل كولين، يعمل على الجهاز العصبي المركزي، ومضاد متخصص فقط بمستقبلات الاستيل كولينة، المسماة بM1، بحيث يرتبط بمستقبلات الكولنية M1 ، ويمنع ارتباط الاسيتل كولين الموجود بشكل طبيعي بالجسم، وبالتالي يمنع تأثير الاسيتل كولين الموجود في الجسم بشكل طبيعي.
كما ان البنزاتروبين يعمل بشكل جزئي بمنع النشاط الاستيل كوليني في العقد القاعدية، وكذلك يزيد من توافر الدوبامين من خلال منع إعادة استرداده، وتخزينه في المواقع المركزية، ومن ثم زيادة النشاط الدوباميني.
وقد أظهرت الدراسات على الحيوان، أن النشاط المضاد للاستيل كولين للبنزاتروبين تعادل تقريباً نصف تلك التي للاتروبين، في حين نشاطه المضاد هيستاميني يوازي فعالية ميبرامين.
أيضا نشاط البنزاتروبين المضاد للاستيل كولين، أظهر فعالية علاجية في علاج داء باركنسون«الرعاش»، من خلال معاكسة تأثير الاستيل كولين، مقللاً بذلك خلل التوازن بين النواقل العصبية دوبامين، والاستيل كولينو.
هذا بدوره يؤدي إلى تحسين الأعراض الأولية لداء باركنسون، «أعراض المراحل الأولى من داء باركنسون».
مثيلات بنزاتروبين، هي موانع لانمطية لاسترداد الدوبامين ، مما يجعلها مفيدة لمن يعانون من أعراض السبيل خارج الهرمي، (اعراض السبيل الهرمي هي اضطرابات حركة)لأدوية الذهان.
بنزاتروبين أيضا يعمل كمانع وظيفي لانزيم اسيد سفينجوميالينيز.
لقد تم التوصل إلى أن بنزاتروبين عامل فعال للتفريق بين الخلايا الدبقية قليلة التغصن، من خلال المستقبلات المسكرينية م1 و م3 ، من خلال مسح اختباري عالي الوتيرة.
وتبين أن بنزاتروبين في الدراسات قبل السريرية، ساعد في تقليل أعراض مرض التصلب اللويحي، وحسن من عملية إعادة تكوين الميالين.
بنزاتروبين
الاسم في نظام الايوباك
(3-endo)-3-(Diphenylmethoxy)-8-methyl-8-azabicyclo[3.2.1]octane
المعلومات الطبية
الاسم التجاري	كوجينتين
تصنيفه للحامل	•	سي (مخاطر الدواء على الحامل لم تحدد)
الحالة القانونية
•	يحتاج إلى وصفة
طرق إعطاء الدواء
الفم، إبر بالعضل، إبر بالوريد
معلومات عن حركية الدواء
مكان الايض
الكبد
عمر النصف
12-24 ساعة
طريقة التخلص منه
البول
المعلومات الكيمايئة
الصيغة 	C21H25NO
الوزن الجزيئي
307.429 غ/مول